# Rušica
Rušica (2096 m) je gora v Martuljški skupini Julijskih Alp. Nedaleč od nje se nahaja še nekoliko nižja Rigljica (2074 m), ta dva vrhova zaključujeta severozahodni del gorske verige Martuljške skupine. Dobro sta vidna iz doline reke Pišnice ter iz Gozda Martuljka. 
Rušica ni pogosto obiskana, nanjo ne vodijo urejene poti.